# يوكي نيشييا
يوكي نيشييا (باليابانية: 西谷 優希) (مواليد 5 أكتوبر 1993) هو لاعب كرة قدم ياباني.

## وصلات خارجية
- يوكي نيشييا على موقع رابطة كرة القدم اليابانية للمحترفين (اليابانية)
- يوكي نيشييا على موقع قاعدة بيانات كرة القدم.إي يو (الإنجليزية)
- يوكي نيشييا على موقع Soccerway.com (الإنجليزية)
- يوكي نيشييا على موقع عالم كرة القدم.نت (الإنجليزية)